# گئورگیوس کونتوریوتیس
گئورگیوس کونتوریوتیس (یونانی: Γεώργιος Κουντουριώτης؛ ۱۷۸۲ – ۱۸۵۸) یک سیاست‌مدار اهل امپراتوری عثمانی بود.